# Call of Duty: World at War - Final Fronts
Call of Duty: World at War - Final Fronts est un jeu vidéo de tir à la première personne développé par Rebellion Developments et édité par Activision, sorti en 2008 sur PlayStation 2.
Cette version de Call of Duty: World at War propose un scénario et des missions exclusives sur le théâtre du Pacifique et la bataille des Ardennes.